# RIZIN.11
RIZIN.11（ライジン・イレブン）は、日本の総合格闘技団体「RIZIN」の大会の一つ。
2018年7月29日に埼玉県さいたま市さいたまスーパーアリーナで開催された。

## 概要
前年の大晦日に行われた女子スーパーアトム級トーナメント・決勝以来の再戦となった浅倉カンナとRENAの試合は互いの持ち味を発揮しつつも、テイクダウンを何度も決め、マウントポジションを取るなど優位に試合を進めた浅倉カンナが判定勝ちを収め、RENAのリベンジを阻止した。
当日は、フジテレビ系列の『ニチファミ!』枠で放送された。

## 対戦カード
第1試合 MMA特別ルール 70.0kg契約ワンマッチ（肘あり） 5分3R
○  ダロン・クルックシャンク vs.  トム・サントス ×
3R 4:13 TKO（レフェリーストップ）
第2試合 MMA特別ルール 59.0kg契約ワンマッチ 5分3R
×  オニボウズ vs.  トップノイ・タイガームエタイ ○
1R 1:06 KO（左ストレート）
第3試合 女子MMAルール 49.0kg契約ワンマッチ 5分3R
×  石岡沙織 vs.  山本美憂 ○
3R終了 判定1-2
第4試合 キックボクシングルール 70.0㎏契約ワンマッチ 3分3R
○  海人 vs.  ウザ強ヨシヤ ×
2R 1:22 KO（右膝）
第5試合 MMA特別ルール 無差別級契約ワンマッチ 5分3R
×  シビサイ頌真 vs.  ボルドプレフ・ウヌルジャルガル ○
3R終了 判定0-3
第6試合 MMA特別ルール 70.0kg契約ワンマッチ（肘あり） 5分3R
×  北岡悟 vs.  ディエゴ・ブランダオン ○
1R 1:30 KO（グラウンドパンチ）
第7試合 MMA特別ルール 73.0kg契約ワンマッチ 5分3R
○  五味隆典 vs.  メルヴィン・ギラード × 
1R 2:33 KO（スタンドパンチ）
※前日計量でギラードが950g超過したため、ペナルティとしてレッドカード（50%減点）が提示された状態で試合が行われた。
第8試合 MMAルール 93.0kg契約ワンマッチ（肘あり） 1R10分/2R5分
○  イリー・プロハースカ vs.  ブルーノ・カッペローザ ×
1R 1:41 TKO（グラウンドパンチ）
第9試合 MMAルール 60.0kg契約ワンマッチ（肘あり） 1R10分/2R5分
○  堀口恭司 vs.  扇久保博正 × 
2R終了 判定3-0
第10試合 女子MMAルール 49.0kg契約ワンマッチ（肘あり） 5分3R
○  浅倉カンナ vs.  RENA × 
3R終了 判定3-0

### カード変更
カード変更および選手欠場は以下の通り。
- 五味隆典 vs. アンディ・サワー → サワーのONE移籍に伴いギラードが代役出場。
- 第4試合に組まれていた、『杉山しずか vs. 中井りん』は中井りんが熱中症による急性腎炎となり、大会前日に中止。